# Ezequiel Videla
Ezequiel Oscar Videla Greppi (Cosquín, 15 gennaio 1988) è un allenatore di calcio ed ex calciatore argentino, di ruolo centrocampista.

## Caratteristiche tecniche
È un mediano.

## Palmarès

### Club
- Coppa del Cile: 1

Universidad de Chile: 2012
- Campionato cileno: 1

Universidad de Chile: 2012 (A)
- Campionato argentino: 1

Racing Club: 2014